# Prodicus attemsii
Prodicus attemsii är en mångfotingart som beskrevs av Karl Wilhelm Verhoeff. Prodicus attemsii ingår i släktet Prodicus och familjen Anthroleucosomatidae. Inga underarter finns listade i Catalogue of Life.